# Ambrostoma
Ambrostoma is een geslacht van kevers uit de familie bladkevers (Chrysomelidae).
De wetenschappelijke naam van het geslacht werd in 1860 gepubliceerd door Victor Ivanovitsch Motschulsky.

## Soorten
- Ambrostoma chinkinyui Kimoto & Osawa, 1995
- Ambrostoma laosensis Kimoto & Gressitt, 1981
- Ambrostoma leigongshana (Wang, 1992)
- Ambrostoma montana Medvedev, 1990